# Paul-Louis Carrière
Paul-Louis Carrière (Châlons-en-Champagne, 30 de marzo de 1908 – Châlons-en-Champagne, 21 de febrero de 2008) fue un clérigo francés, Obispo emérito de la diócesis de Laval desde 19969 a 1984.

## Biografía
Carrière nació en Châlons-en-Champagne y fue ordenado sacerdote el 8 de julio de 1931. Fue elegido obispo coadjutor de la Diócesis de Laval y obispo titular de Ladicum el 5 de noviembre de 1968 y consagrado el 11 de enero de 1969. Sucedió como obispo de la Diócesis de Laval cuando el obispo Charles-Marie-Jacques Guilhem renunció el 31 de diciembre de 1969, donde permaneció hasta jubilarse el 10 de marzo de 1984.
Carrière murió el 21 de febrero de 2008, un mes antes de su centenario en Châlons-en-Champagne.